# Ridsa
Ridsa (též RIDSA), vlastním jménem Maxence Boitez (* 16. říjen 1990, Orléans, Francie), je francouzský rapper a zpěvák se španělským původem.

## Kariéra
V mládí hrál závodně fotbal, ale v roce 2010 se rozhodl zveřejnit své hudební materiály. Hned poté navázal spolupráci s francouzským zpěvákem Willym Williamem a kanadským bubeníkem Ryanem Stevensonem. Nahráli songy Je n'ai pas eu le temps a Es tu fiesta včetně jejich mixů. To byl jeho první komerční úspěch. V roce 2014 vydal první album s názvem Mes histoires. Poté vydal ještě dvě další, a to s názvy L.O.V.E a  Tranquille. Na svém Twitteru v březnu 2017 oznámil vydání svého čtvrtého alba s názvem Libre.